# Charles Voysey

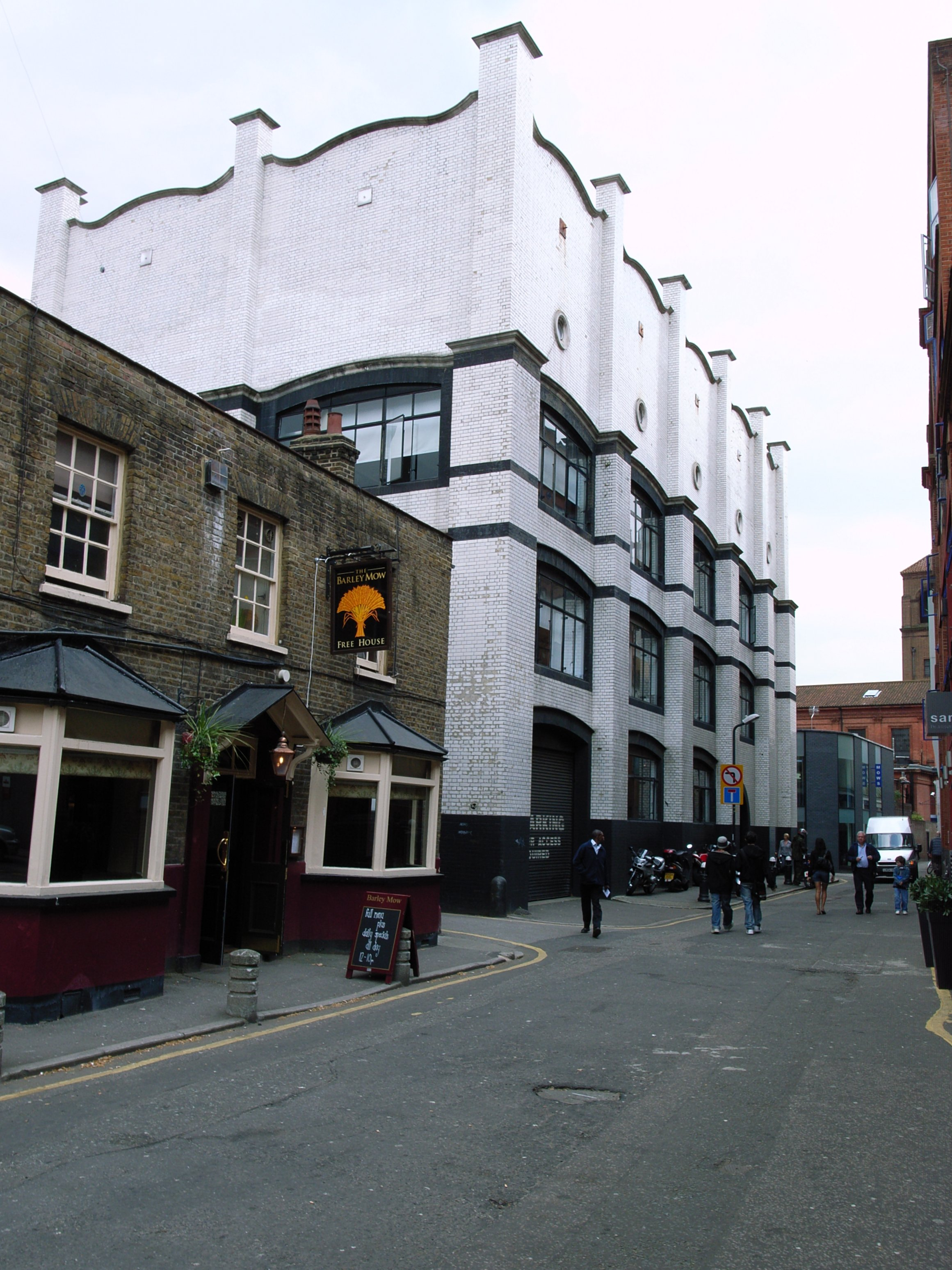
Dom własny

C.F.A. Voysey, właśc. Charles Francis Annesley Voysey (ur. 28 maja 1857 w Hessle, zm. 12 lutego 1941 w Winchesterze) – angielski architekt i projektant tworzący w stylu secesji, związany z Arts & Crafts. W późniejszej działalności architektonicznej stał się przedstawicielem ruchu odrodzenia tradycyjnej, angielskiej architektury, zwanego domestic revival.

## Życiorys
Wzniósł kilka budynków, nawiązujących do tradycyjnych angielskich domów, zwanych cottage, np. własną pracownię przy St Dunstain’s Road na terenie londyńskiego obszaru West Kensington w 1891 roku oraz dom dla kanonika L. Grane’a w Schackleford, w hrabstwie Surrey w 1897 roku.
Jego domy, jako jedne z pierwszych, zostały otynkowane na biało, a proste, geometryczne formy elewacji, stały się charakterystyczną cechą późniejszego budownictwa mieszkalnego Anglii.
Oprócz budynków Voysey projektował także tkaniny, meble, tapety, lampy, zegary i zastawę stołową.
Prawdopodobnie jedynym dziełem powstałym według projektu Voyseya na europejskim kontynencie jest grobowiec Carla Löwa w czeskiej Igławie.